# Mikroklima
Klimaet er et rullende gennemsnit af de seneste 30 års vejrlig. Det måler man i de såkaldte engelske hytter, som skaber helt ensartede vilkår omkring de meteorologiske data. Én af de væsentlige forudsætninger for disse data er, at de måles i skygge i 2 meters højde over jorden. På den måde fremskaffer man oplysninger om "det store klima", makroklimaet.
Hvis man vil vide mere om egnens klima, sådan som det kan opleves af levende mennesker, dyr og planter, må man tage helt lokale forhold med i betragtning. Man tvinges med andre ord til at undersøge det, som kaldes lokalklima eller mesoklima.
Men forholdene, sådan som de er lige dér, hvor personen, dyret eller planten befinder sig, dem får man kun noget at vide om, hvis man undersøger mikroklimaet. Det er nemlig klimaet på lige præcis det sted, man er interesseret i: haven, klitten, branddammen osv.
Mikroklimaet er kendetegnet ved, at det lader sig påvirke af ganske små ændringer i betingelserne. Hvis plænen lige er blevet slået, så har dens mikroklima ændret sig. Når skoven får blade, så ændrer dén ene ting alle forhold på skovbunden. Og hvis man dræner en mose, så vandet ikke længere står højt og holder mosen kold, så ændrer det også mikroklimaet.
Det vigtige ved mikroklimaet er, at det er det klima, dyr og planter må klare sig i. Græsplanterne, Skovmærkerne og Dafnierne må pænt indrette sig efter det eller se at forsvinde hen, hvor betingelserne er bedre. Lystfiskere kan fortælle historier om, hvordan vindretning, skyggefald og lufttryk får fiskene til at flytte sig hen til ganske bestemte steder i et vandløb. Det er et godt eksempel på, at mikroklimaet er forskelligt inden for ganske korte afstande.
Hvis man ønsker at forbedre mikroklimaet på et sted, kan man gribe det an på to måder, som ikke udelukker hinanden:
1. man kan forbedre lokalklimaet (sydhæld, læ, solindstråling, vand)
2. man kan mildne udsvingene i mikroklimaet (skygge, store sten, vand, porøs jord osv. (Se havedyrkning)